# Adolf Iossifowitsch Charlemagne

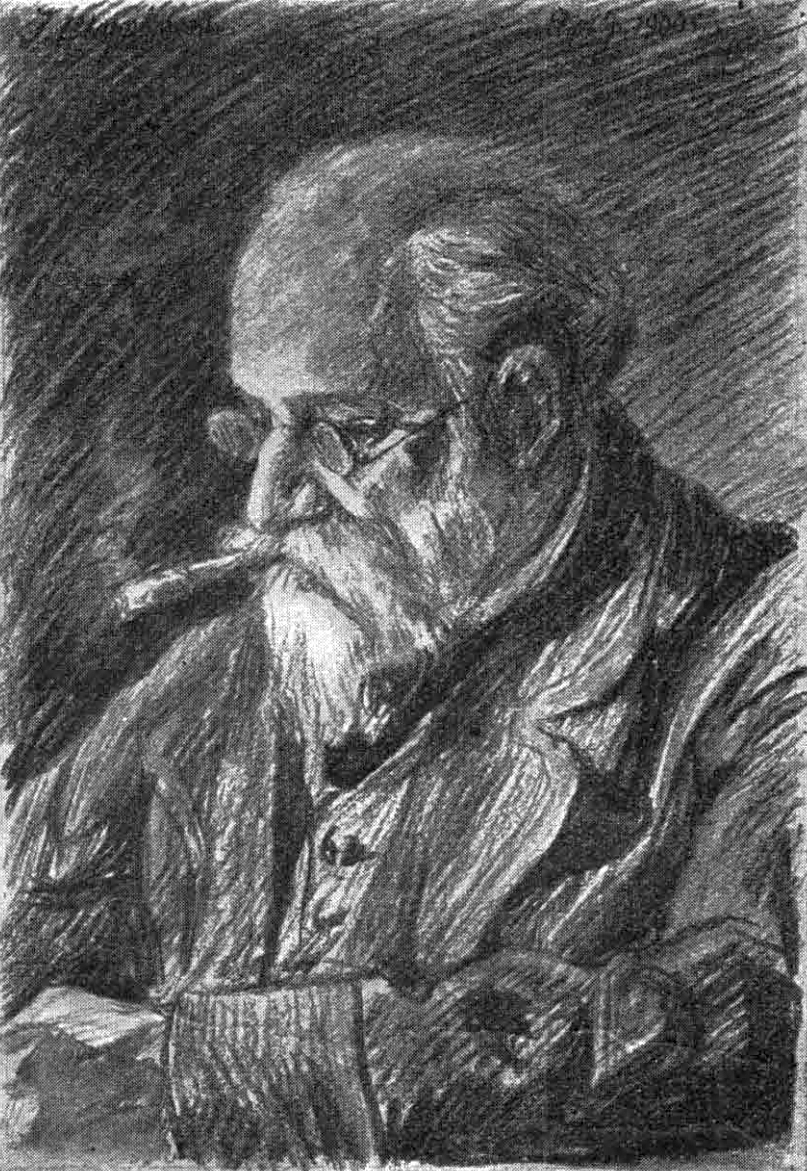
Adolf Iossifowitsch Charlemagne (Kohlezeichnung seines Sohnes Iossif Adolfowitsch Charlemagne)

Adolf Iossifowitsch Charlemagne, auch Charlemagne-Baudet und Baudet-Charlemagne (russisch Адольф Иосифович Шарлемань, Шарлемань-Боде, Боде-Шарлемань; * 8. Dezemberjul. / 20. Dezember 1826greg. in St. Petersburg; † 31. Januarjul. / 13. Februar 1901greg. ebenda), war ein russischer Maler.

## Leben
Charlemagnes Vater war der Architekt Iossif Iwanowitsch Charlemagne. Charlemagnes Großvater Jean Baptiste Charlemagne-Baudet war Bildhauer in Rouen und kam 1777 auf Einladung Katharinas II. nach St. Petersburg. Charlemagne besuchte die deutsche Petrischule und begann 1848 das Studium an der Kaiserlichen Akademie der Künste. Zunächst studierte er bei Fjodor Antonowitsch Bruni die Historienmalerei und dann die Schlachtenmalerei bei Bogdan Pawlowitsch Willewalde. 1852 gründete er zusammen mit seinem Bruder Iossif Iossifowitsch Charlemagne eine kleine Gesellschaft von jungen Leuten, Künstlern und Kunstfreunden, die sich abends zum Zeichnen trafen. Daraus entstanden die sogenannten Aquarellfreitage. Charlemagne erhielt von der Kaiserlichen Akademie der Künste 1852 die Kleine Silbermedaille für die Studie Kavalleriegarde in Krasnoje Selo, 1853 die Große Silbermedaille für das Gemälde Episode der Schlacht bei Austerlitz, 1854 die Kleine Goldmedaille für das Wettbewerbsprogramm zum russischen Feldzug 1848 in Ungarn und 1855 die Große Goldmedaille für das Gemälde Alexander Wassiljewitsch Suworow auf dem Gotthardpass für Schloss Gattschina. Mit der Großen Goldmedaille war ein Auslandsstipendium der Akademie der Künste verbunden, mit dem Charlemagne nach München reiste. Dort folgte er dem Rat Alexander von Kotzebues und malte weitere Suworow-Bilder, für die er 1859 als Mitglied in die Kaiserliche Akademie der Künste aufgenommen wurde. Er reiste dann nach Paris, wo er bei seinen Versailleser Bildern das Rokoko und den Stil der Madame de Pompadour studierte. Er besuchte Stuttgart und weitere deutsche Städte und kehrte 1861 nach St. Petersburg zurück.
Charlemagnes erste Arbeiten nach der Rückkehr waren Bilder für die katholischen Kirchen am Pagenkorpsgebäude und am Friedhof auf der Wyborger Seite. Es folgten Decken- und Wandgemälde für das Haus Fürst Meschtscherskis in Moskau und das Haus A. Poleschajews in St. Petersburg. 1867 wurde er für sein Gemälde Katharina II. in Étienne-Maurice Falconets Werkstatt, das die Kaiserin Marija Alexandrowna erwarb, zum Professor an der Kaiserlichen Akademie der Künste ernannt.
Charlemagnes Bilder wurden von Verlagen als Vorlagen für Illustrationen von Büchern und Zeitschriften benutzt. Ab 1871 diente Charlemagne der Hauptverwaltung der Staatsdruckerei für die Produktion insbesondere von Dokumenten, Banknoten und Briefmarken als Künstler. Im gleichen Jahr wurde er Berater für die Herstellung eines Albums mit Militärbildern für Alexander II. 1873 erhielt er den Titel Künstler Seiner Kaiserlichen Majestät.
Charlemagne war verheiratet mit Jelisaweta Iwanowna, Tochter des Malers und Besitzers eines Fotostudios am Newski-Prospekt Iwan Andrejewitsch Goch. Charlemagne war der Großonkel der Malerin Lidija Iwanowna Charlemagne.
Charlemagne wurde in St. Petersburg auf dem katholischen Wyborger Friedhof begraben. Sein Grab ist nicht erhalten.

## Werke

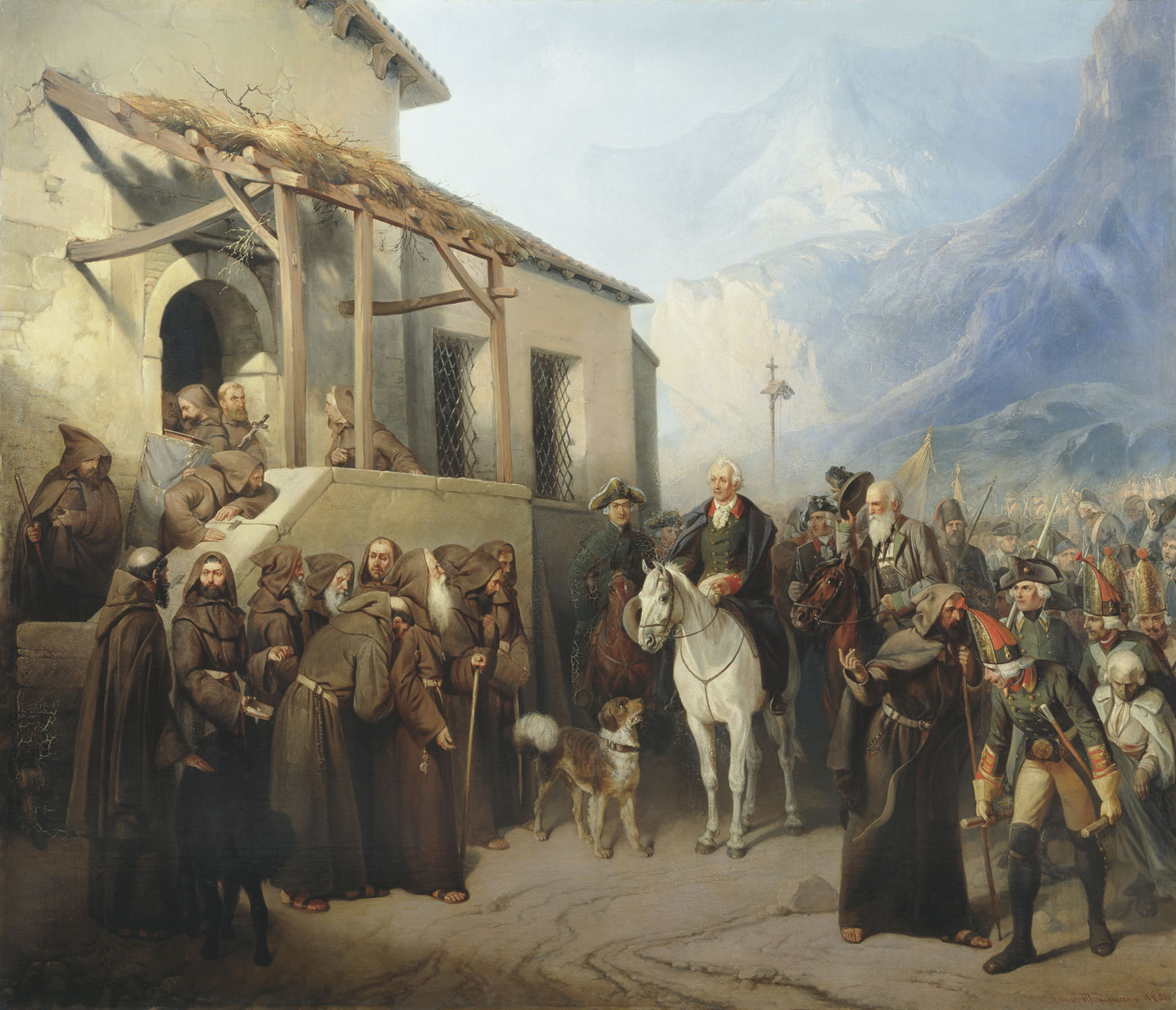
Suworow auf dem Gotthardpass
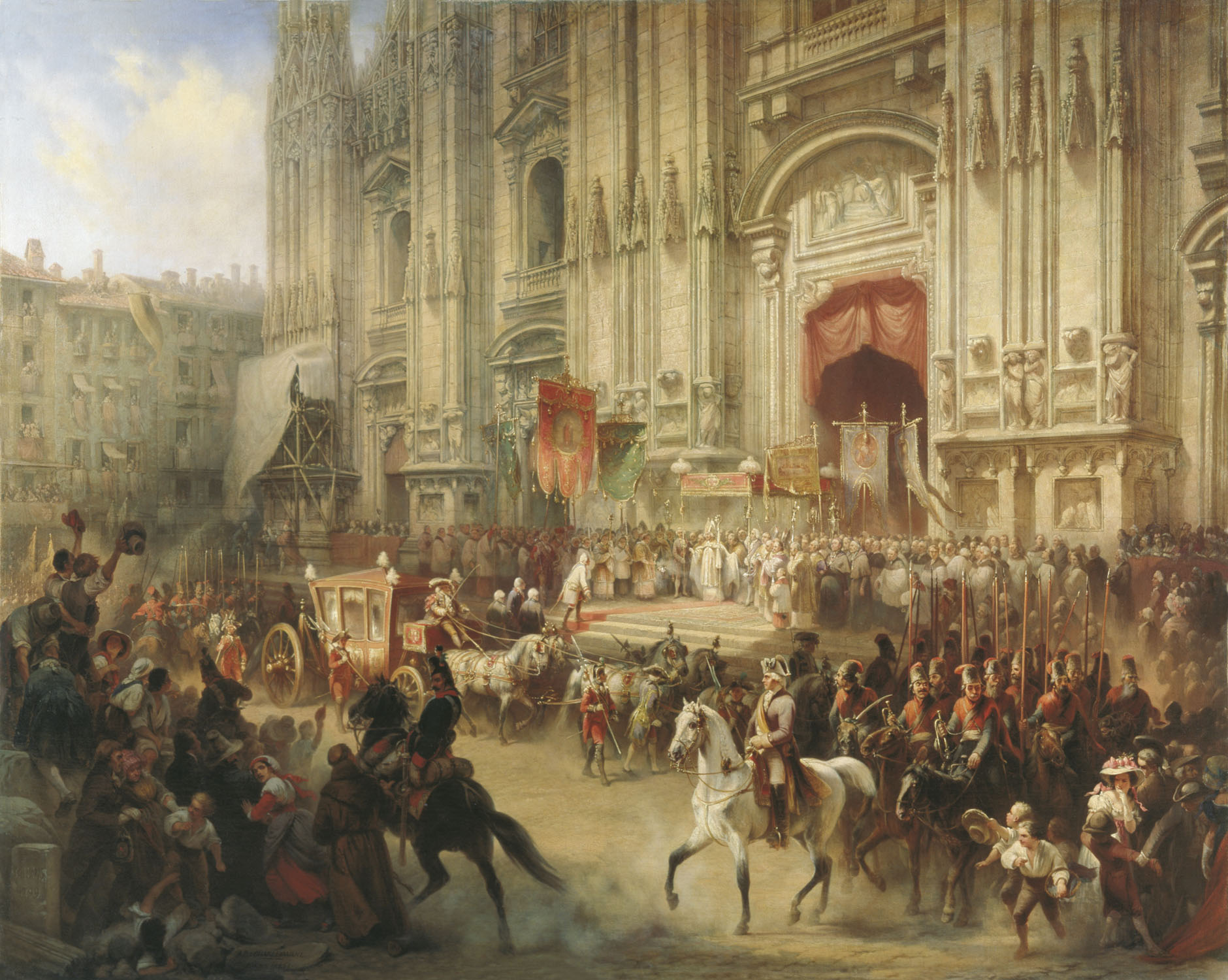
Suworow in Mailand
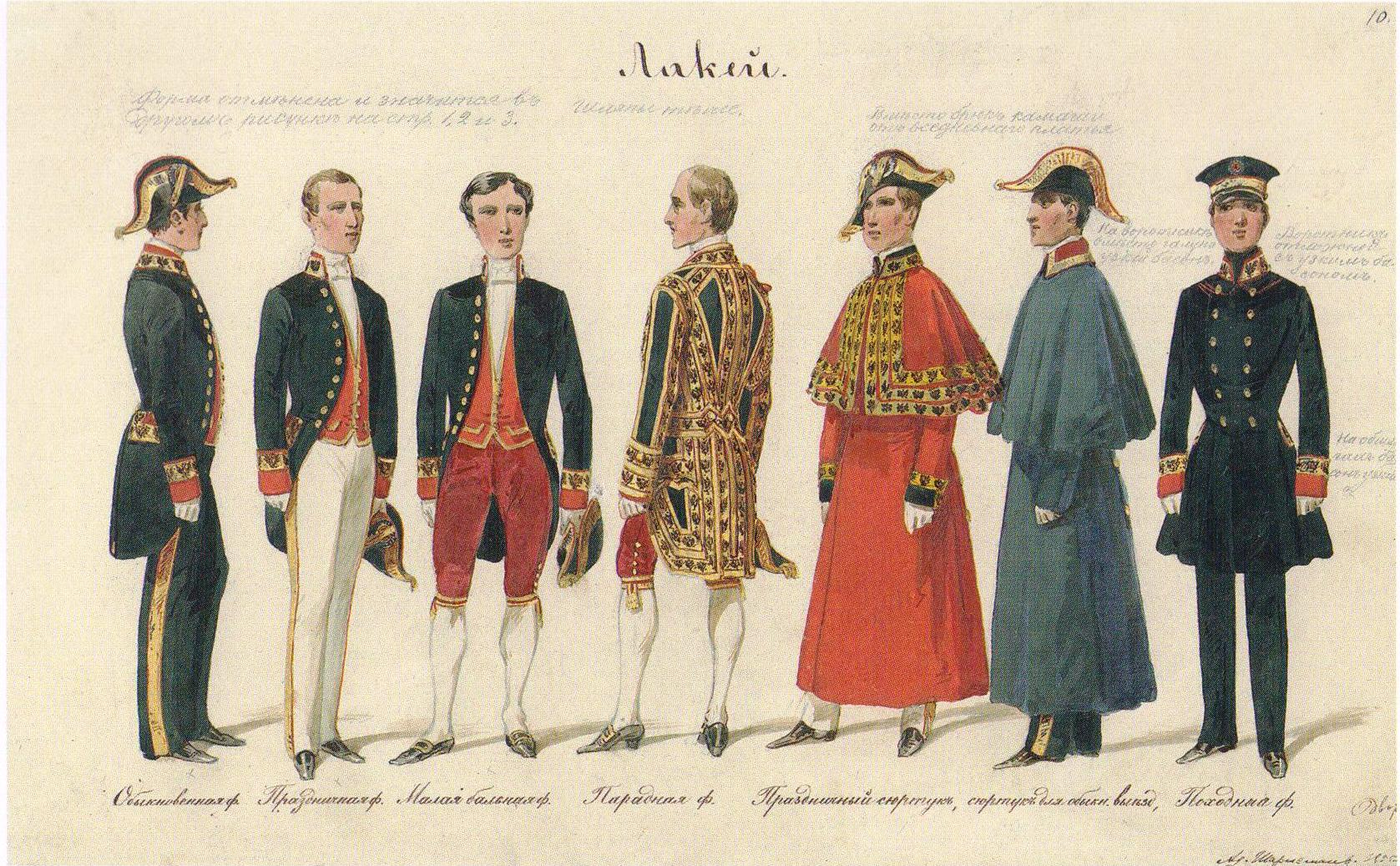
Uniformen der Lakaien des kaiserlichen Hofes (1855)
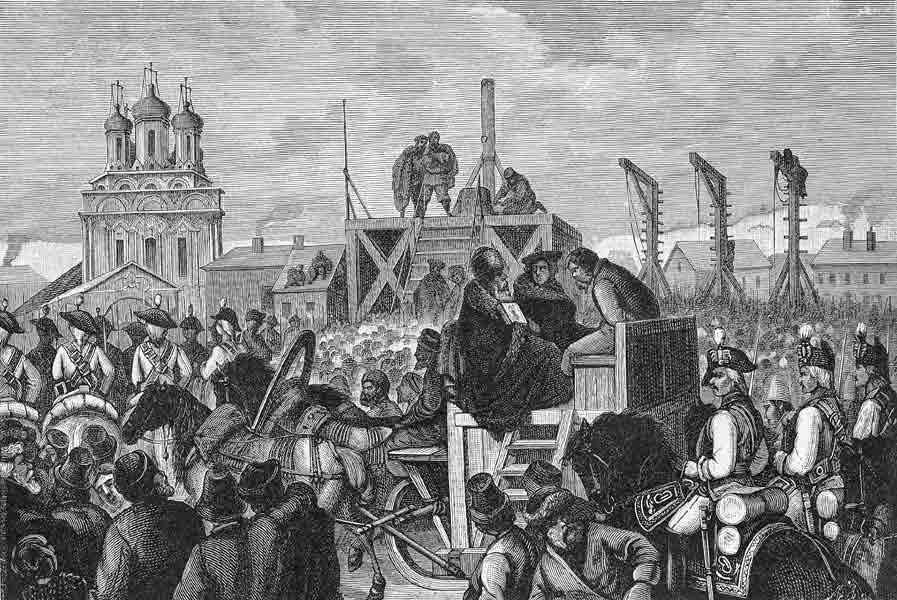
Pugatschows Hinrichtung (1855)
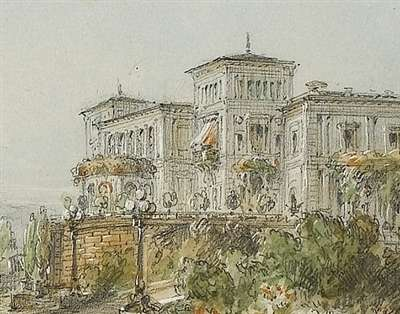
Villa Berg in Stuttgart
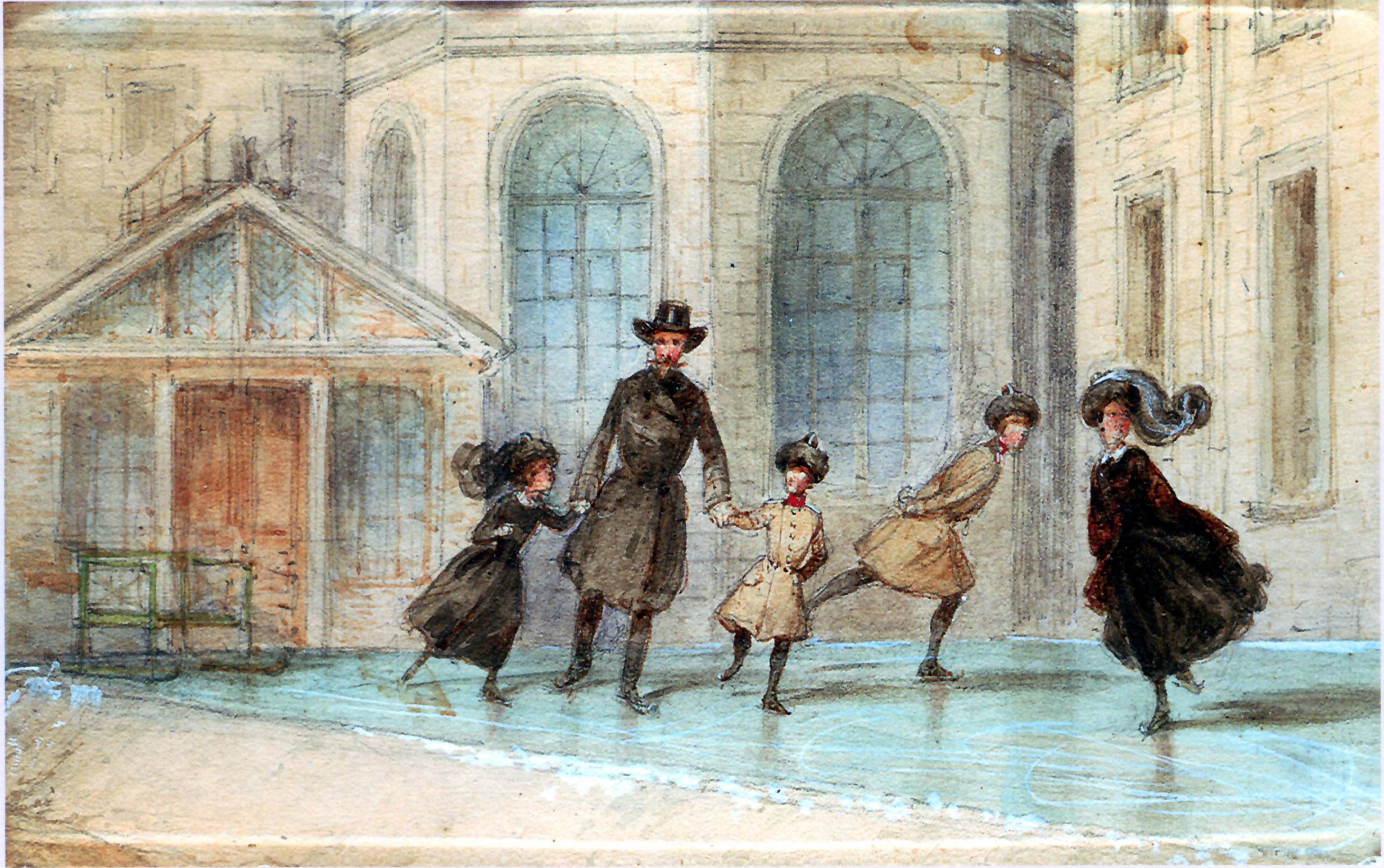
Großfürst Konstantin Nikolajewitschs Kinder beim Schlittschuhlaufen
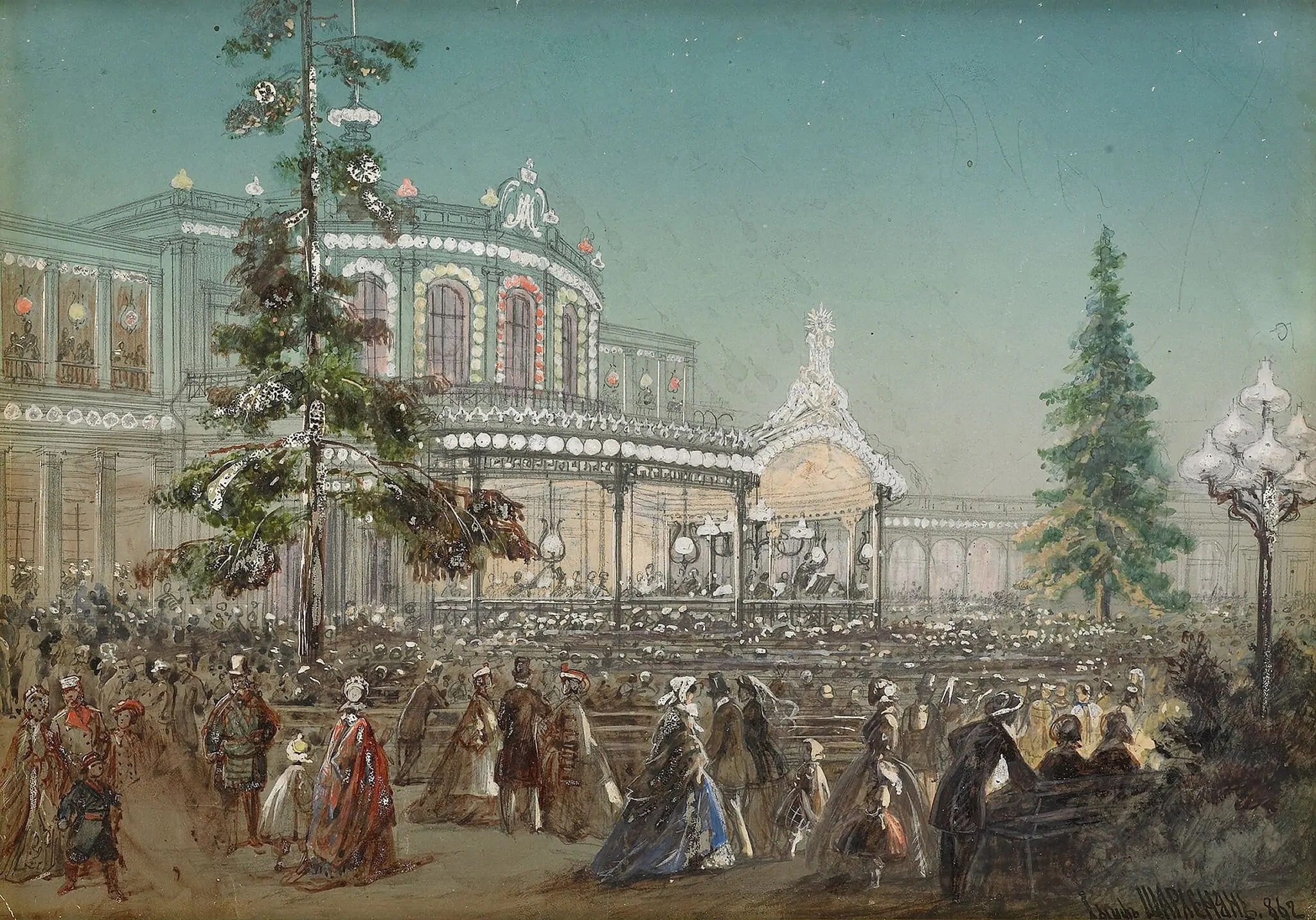
Feier des 25-jährigen Jubiläums der Zarskoje-Selo-Bahn im Pawlowsker Bahnhof
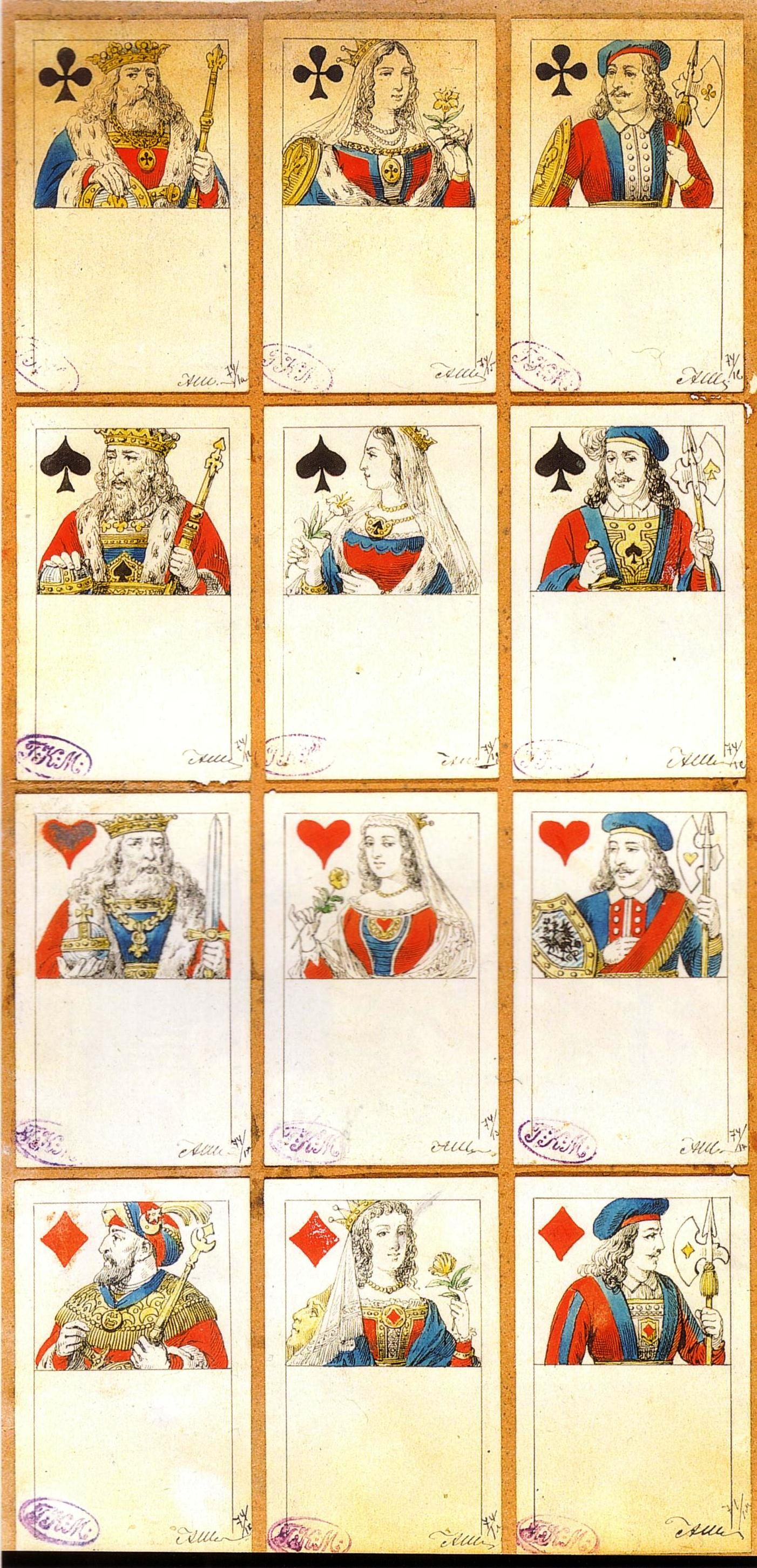
Spielkarten (1862)
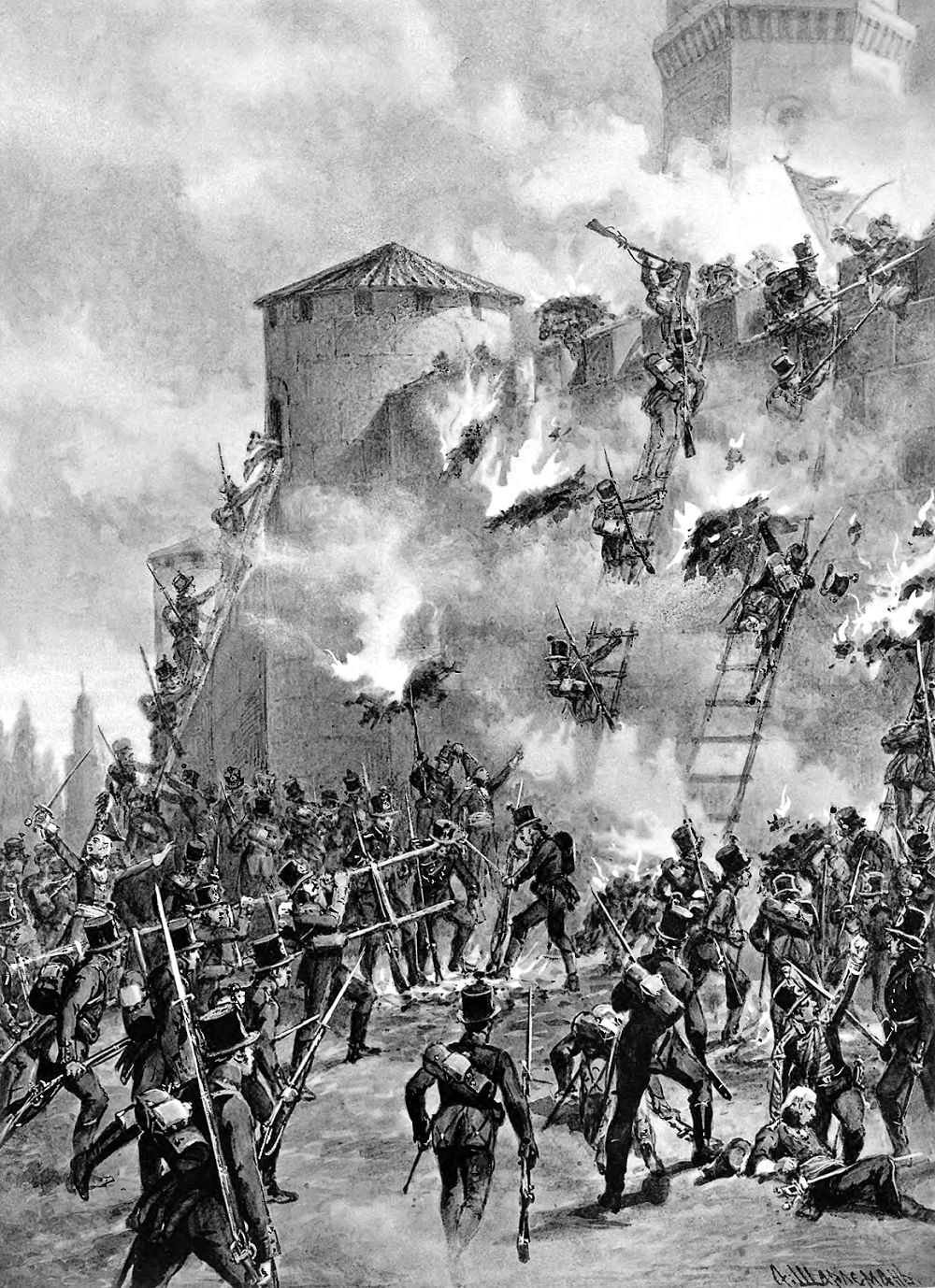
Sturm auf die Festung Gjandscha am 3. Januar 1804 (Illustration der Geschichte des 13. Leibgarderegiments, 1893)
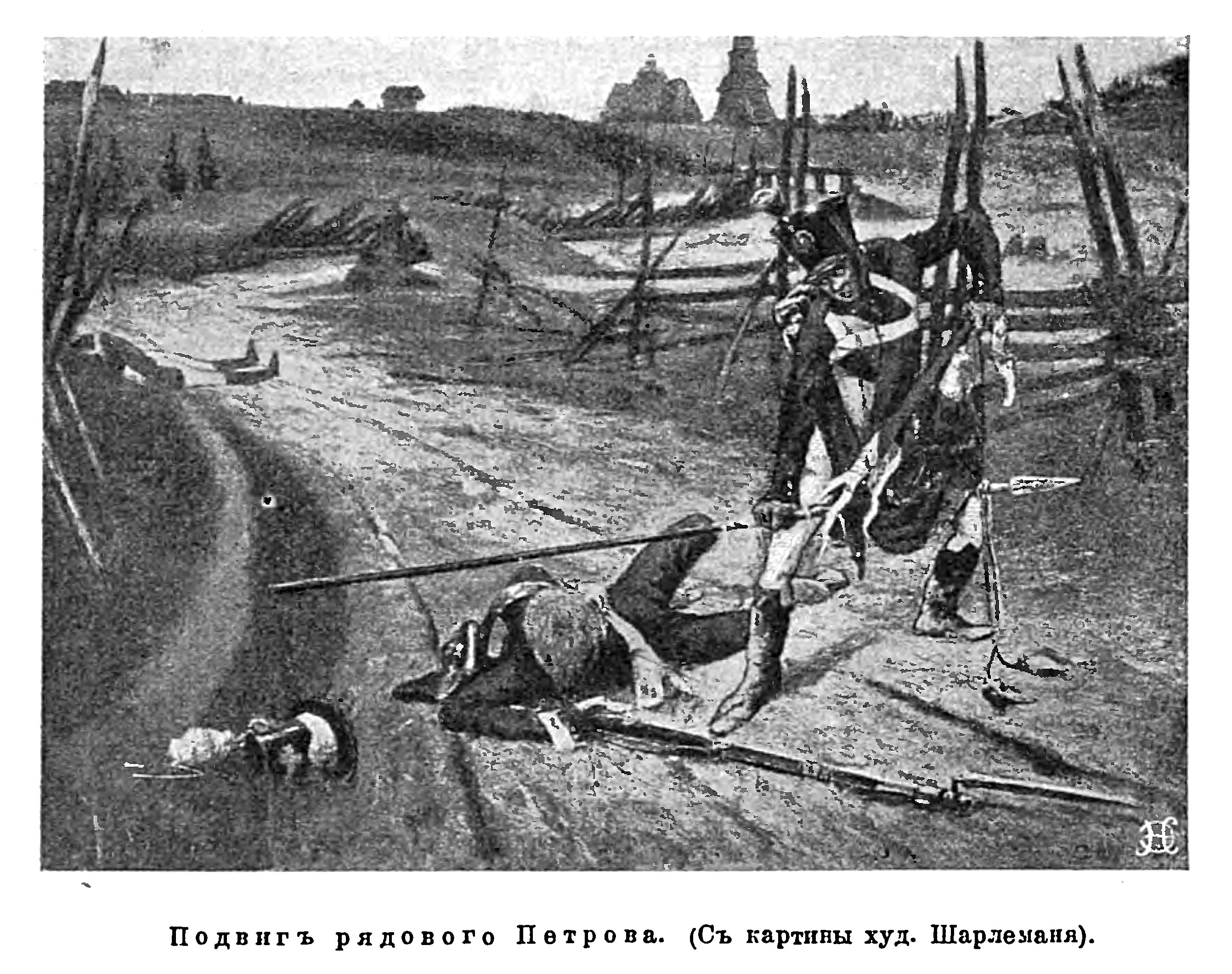
Die große Tat des Soldaten Petrow im finnischen Krieg